# Kawasaki (quận)
Kawasaki-ku (川崎区) là một trong 7 khu thuộc thành phố Kawasaki, tỉnh Kanagawa, Nhật Bản. Quận có diện tích 39,21 km2, dân số năm 2010 là 216.826 người.